# アーヴィング・ストーン
アーヴィング・ストーン（Irving Stone、1903年7月14日 - 1989年8月26日）はアメリカ合衆国の小説家。ゴッホやミケランジェロなどの伝記小説を得意とした。

## 主な作品

### フィクション
- Lust for Life (1934)
- Sailor on Horseback. (1938)
- Immortal Wife (1944)
- Adversary in the House (1947)
- The Passionate Journey (1949)
- The President's Lady (1951)
- Love is Eternal (1954)
- The Agony and the Ecstasy (1961)
- Those Who Love (1965)
- The Passions of the Mind (1971)
- The Greek Treasure (1975)
- The Origin (1980)
- Depths of Glory (1985)

### ノンフィクション
- Clarence Darrow For the Defense (1941)
- They Also Ran (1944, updated 1966)
- Earl Warren (1948)
- Men to Match My Mountains (1956)

## 邦訳書
- Lust for Life (1934)
  - 『人生への情熱：若きゴッホ』全2巻（式場隆三郎訳、三笠書房、1951）
  - 『炎の人ゴッホ』全2巻（式場隆三郎訳、三笠書房、1956）
  - 『炎の生涯：ファン・ゴッホ物語』（新庄哲夫訳、フジ出版社、1975）
  - 『炎の人ゴッホ』（新庄哲夫訳、中公文庫、1990年）
- Sailor on Horseback (1938)
  - 『馬に乗った水夫：大いなる狩人、ジャック・ロンドン』（橋本福夫訳、早川書房、1968）
  - 『馬に乗った水夫：ジャック・ロンドン、創作と冒険と革命』（橋本福夫訳、ハヤカワ文庫、1977）
  - 『馬に乗った水夫：ジャック・ロンドン、創作と冒険と革命』（橋本福夫訳、早川書房 <Hayakawa nonfiction masterpieces>、2006）
- They Also Ran (1944)
  - 『彼らもまた出馬した：アメリカ大統領選挙に敗れた20人』（早川書房編集部編、早川書房、1969年）
- Clarence Darrow For the Defense (1941)
  - 『アメリカは有罪だ：アメリカの暗黒と格闘した弁護士ダロウの生涯』（小鷹信光訳、サイマル出版会、1973年）
- The Passionate Journey (1949)
  - 『情熱の旅路』（佐藤亮一訳、ジープ社、1950）
- Love is Eternal (1954)
  - 『愛は永遠に：リンカーン夫人伝』全2巻（蕗沢忠枝訳、新潮社、1959年）
  - 『リンカーン夫人の生涯』（蕗沢忠枝訳、新潮社、1972年）
- The Agony and the Ecstasy (1961)
  - 『苦悩と歓喜』（新庄哲夫訳、二見書房、1966）
  - 『ミケランジェロの生涯：苦悩と歓喜』（新庄哲夫訳、二見書房、1975）
- The Passions of the Mind (1971)
  - 『小説フロイト』全3巻（橋本福夫訳、早川書房、1984-1985年）
- The Greek Treasure (1975)
  - 『シュリーマンの生涯』（水上峰雄訳、新潮社、1980年）

## 映画原作
- アメリカの恋人（1946）：原題はMagnificent Doll。原作および脚本をアーヴィング・ストーンが担当。第4代アメリカ大統領ジェームス・マディソン夫人ドリーの生涯を描く。
- 真紅の女（1953）：President's Lady（1951）が原作。第7代アメリカ大統領アンドリュー・ジャクソンとその夫人レイチェルの生涯を描く。
- 炎の人ゴッホ（1956）：Lust for Life（1934）が原作。ゴッホの生涯を描く。
- 華麗なる激情（1965）：The Agony and The Ecstasy（1961）が原作。ミケランジェロの生涯を描く。